# يوبيكوينول
اليوبيكوينول هو صورة لإلكترون غني (مُختزل) من الإنزيم Q10.
شكل اليوبيكوينول الطبيعي من الإنزيم Q10  هو 2,3 ديموثوكسي-5ميثيل-6 بولي برينايل-1,4 بنزوكوينو، حيث يكون طول السلسلة الجانبية بولي برينيليتد من 9-10 وحدات في الثدييات.
يوجد الإنزيم COQ10  في ثلاث حالات مختزلة، مؤكسد كليا ( يوبيكينون) ومختزل جزئيا (كينون نصفي أو يوبيسميكونون) ومختزل كليا ( يوبيكونول).
وظائف الأكسدة والاختزال لليوبيكوينول في إنتاج الطاقة الخلوية والحماية من مضادات الأكسدة تعتمد على القدرة على تبادل إلكترونين في دائرة الأكسدة والاختزال بين شكل يوبيكوينول (مختزل) ويوبيكينون (مؤكسد).

## الخصائص
يستطيع البشر تصنيع اليوبيكوينول فهو لا يصنف كڤيتامين

### التوافر البيولوجي
من المعروف أن COQ10  لا يمتص بسهولة داخل الجسم كما نشر في المجلات العلمية المماثلة. رغم أن تكوين اليوبيكونيول به هيدروجينان إضافيان فهو ينتج في تبديل مجموعتان للكيتون داخل مجموعات الهيدروكسيل في الجسم النشط للجزيء. وهذا سبب زيادة في قطبية جزيء COQ10  وربما يصبح عنصر مهم بجانب التوالي البيولوجي المدعوم لليوبيكوينول.
مراجع
1. 1 2 3 4 5  AC1O6QC4 (بالإنجليزية), QID:Q278487
2. ↑  Mellors, A.; Tappel, A. L. (1966-07). "Quinones and quinols as inhibitors of lipid peroxidation". Lipids (بالإنجليزية). 1 (4): 282–284. DOI:10.1007/bf02531617. ISSN:0024-4201. Archived from the original on 2019-12-16. {{استشهاد بدورية محكمة}}: تحقق من التاريخ في: |تاريخ= (help)
3. ↑  Heron، C؛ Ragan، C I؛ Trumpower، B L (15 سبتمبر 1978). "The interaction between mitochondrial NADH-ubiquinone oxidoreductase and ubiquinol-cytochromecoxidoreductase. Restoration of ubiquinone-pool behaviour". Biochemical Journal. ج. 174 ع. 3: 791–800. DOI:10.1042/bj1740791. ISSN:0264-6021. مؤرشف من الأصل في 2020-04-14.
4. ↑  Redox Biochemistry. Hoboken, NJ, USA: John Wiley & Sons, Inc. ص. i–xx. ISBN:9780470177334. مؤرشف من الأصل في 2019-12-16. {{استشهاد بكتاب}}: |archive-date= / |archive-url= timestamp mismatch (مساعدة)
5. ↑  James, Andrew M.; Cochemé, Helena M.; Smith, Robin A. J.; Murphy, Michael P. (3 Jun 2005). "Interactions of Mitochondria-targeted and Untargeted Ubiquinones with the Mitochondrial Respiratory Chain and Reactive Oxygen Species IMPLICATIONS FOR THE USE OF EXOGENOUS UBIQUINONES AS THERAPIES AND EXPERIMENTAL TOOLS". Journal of Biological Chemistry (بالإنجليزية). 280 (22): 21295–21312. DOI:10.1074/jbc.M501527200. ISSN:0021-9258. PMID:15788391. Archived from the original on 2017-10-30.{{استشهاد بدورية محكمة}}:  صيانة الاستشهاد: دوي مجاني غير معلم (link)

_______________________________________________________________________________________________________________

## الخصائص[عدل]
يستطيع البشر تصنيع اليوبيكوينول فهو لا يصنف كڤيتامين

### التوافر البيولوجي[عدل]
من المعروف أن COQ10  لا يمتص بسهولة داخل الجسم كما نشر في المجلات العلمية المماثلة . رغم أن تكوين اليوبيكونيول به هيدروجينان إضافيان فهو ينتج في تبديل مجموعتان للكيتون داخل مجموعات الهيدروكسيل في الجسم النشط للجزيء. وهذا سبب زيادة في قطبية جزيء COQ10  وربما يصبح عنصر مهم بجانب التوالي البيولوجي المدعوم لليوبيكوينول.